# Mesophlebion hallieri
Mesophlebion hallieri är en kärrbräkenväxtart som först beskrevs av Christ, och fick sitt nu gällande namn av Holtt. Mesophlebion hallieri ingår i släktet Mesophlebion och familjen Thelypteridaceae. Inga underarter finns listade.